# University College Maastricht
Das international ausgerichtete University College Maastricht (UCM) ist als  College der freien Künste (engl.: Liberal Arts) Teil der Universität Maastricht in den Niederlanden. Das College bietet ein dreijähriges englischsprachiges und interdisziplinäres Studium mit Abschluss Bachelor of Arts oder Bachelor of Science an.
Absolventen des College führten ihr Studium, unter anderem, an folgenden Universitäten in Europa und den Vereinigten Staaten fort: Columbia University, Georgetown University, Oxford University, University College London (UCL), Imperial College London, London School of Economics (LSE), University College Dublin und Universität Paris IV. 2012 wurde das UCM als bestes University College in den Niederlanden von dem niederländischen Studienführer (Keuzegids Hoger Onderwijs) ausgezeichnet.

## Geschichte
Gegründet wurde das College 2002 als zweites seiner Art in den Niederlanden. Im Januar 2006 zog das College von seinem ursprünglichen Standort in der Bouillionstraat in das Gebäude des Nieuwenhof-Klosters aus dem 15. Jahrhundert im Zwingelput 4. Zur Zeit studieren über 600 Studenten aus ungefähr 50 Herkunftsländern am UCM, dieser internationale Hintergrund der Studentenschaft trägt zur kulturellen Vielfalt des UCM bei.

## Studium am UCM

### Studienform
Das College unterrichtet nach den Prinzipien des problembasierten Lernens (PBL). Hierbei bestimmen die Studenten selbst  Lernziele, die sie anhand von Literatur und Diskussionen in Kleingruppen von maximal zwölf Studenten erarbeiten. Die Tutorien finden pro Kurs zweimal wöchentlich statt. Der Tutor trägt in diesen Treffen nur die Rolle eines Ratgebers und nicht die des Lehrers. In jedem Kurs finden einmal die Woche Vorlesungen statt. In Modulen von jeweils sieben Wochen belegen Studenten am UCM jeweils zwei Hauptkurse und einen sog. Skills-Kurs.

### Akademischer Fokus
Am UCM werden Kurse in drei verschiedenen Fachrichtungen angeboten, diese sind:
- Humanities (dt.: Geisteswissenschaften)
- Social Sciences (dt.: Sozialwissenschaften)
- Life Sciences (dt.: Naturwissenschaften)

Studenten legen sich im Laufe ihres Studiums auf eine Konzentration fest. Jedoch besteht auch Möglichkeit, das Studium interdisziplinär zu gestalten. Dabei entscheidet sich der Student für zwei der oben genannten Richtungen. Somit erstellen sich die Studenten ihren eigenen Lehrplan.
Die geisteswissenschaftliche Konzentration beinhaltet folgende akademische Bereiche: Philosophie, Literatur, Kunst, Geschichte, Kulturwissenschaften, Europäische Studien und Medienwissenschaften.
Die naturwissenschaftliche Konzentration umfasst Biologie, Chemie, Informatik, Mathematik, Physik und Nachhaltige Entwicklung.
Die sozialwissenschaftliche Konzentration beinhaltet Soziologie, Psychologie, Betriebswirtschaftslehre, Wirtschaftswissenschaften, Internationale Beziehungen, Internationales Recht, Politikwissenschaften und Public Administration.

### Akademische Kernkurse
Die Core Courses (Kernkurse) sind Kurse, die der Allgemeinbildung der Studenten dienen sollen. Ziel der Kernkurse ist die Vermittlung von Grundwissen in den Bereichen Philosophie, Geschichte und Wissenschaft.
Die Kurse heißen:
- Contemporary World History (zeitgenössische Weltgeschichte ab 1945)
- Science, Reason, Human Progress (Wissenschaftliche Grundlagen)
- Philosophy of Science (Wissenschaftstheorie / -philosophie)
- Political Philosophy (Politische Philosophie)

Neben den vier Kernkursen müssen die Studenten ebenfalls vier Kurse außerhalb ihrer Konzentration belegen. Studiert jemand beispielsweise Philosophie (und hat damit folglich die Konzentration in Geisteswissenschaften), so muss die Person auch Kurse in den anderen beiden Konzentrationen belegen.

### Akademischer Berater
Die Aufgabe des akademischen Beraters (engl.: Academic Advisor) ist, den Studenten bei der Wahl seiner Kurse und somit bei der Zusammenstellung seines individuellen Lehrplans zu unterstützen.
Treffen zwischen Student und Berater finden mindestens zweimal im Jahr statt.

### Auslandsstudium
Im vierten oder fünften Semester des Studiums kann ein Auslandssemester absolviert werden. Hierfür hat das UCM Partnerschaften mit über 50 Hochschulen weltweit vereinbart. Zu diesen Hochschulen zählen unter anderem die University of California, Berkeley, das University College London, die Seoul National University, die Sciences Po Lille oder etwa die Libera Università Internazionale degli Studi Sociali.

### Abschlüsse
Das Studium am UCM kann man mit dem Bachelor of Arts oder Bachelor of Science abschließen. Diese sind mit den Auszeichnungen Honors, Cum laude und Summa cum laude gestaffelt.

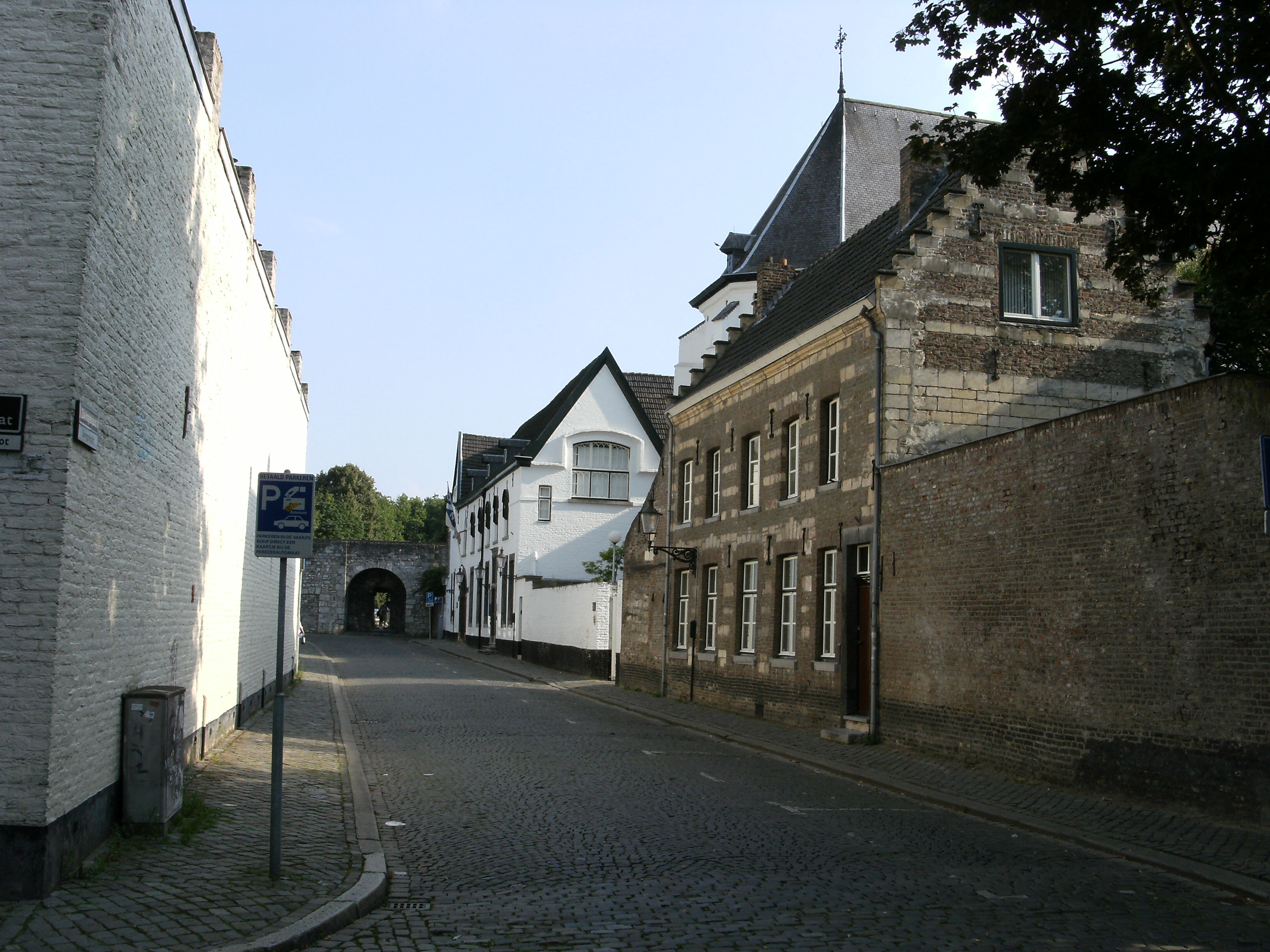
Zwingelput-Straße
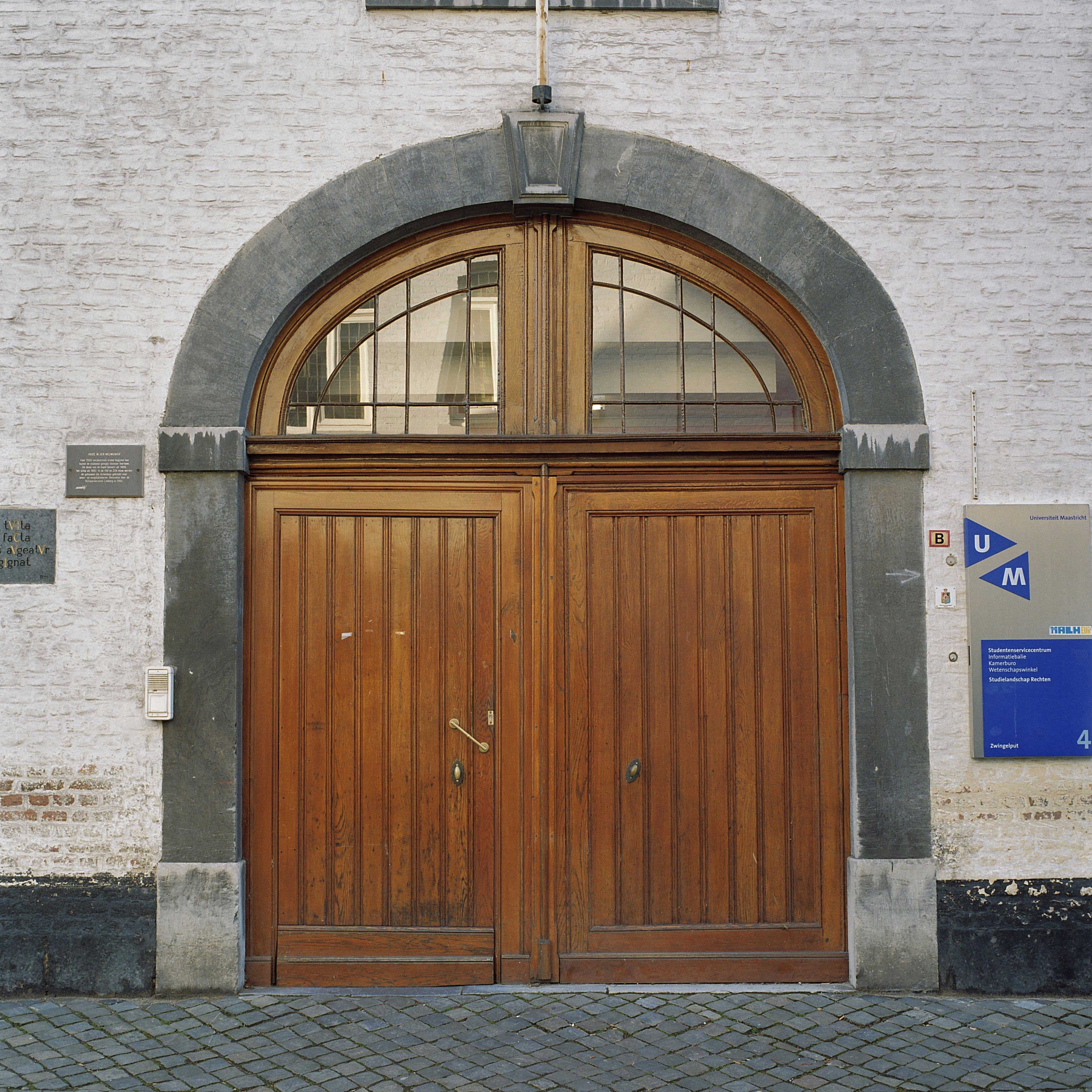
Eingang Zwingelput 2
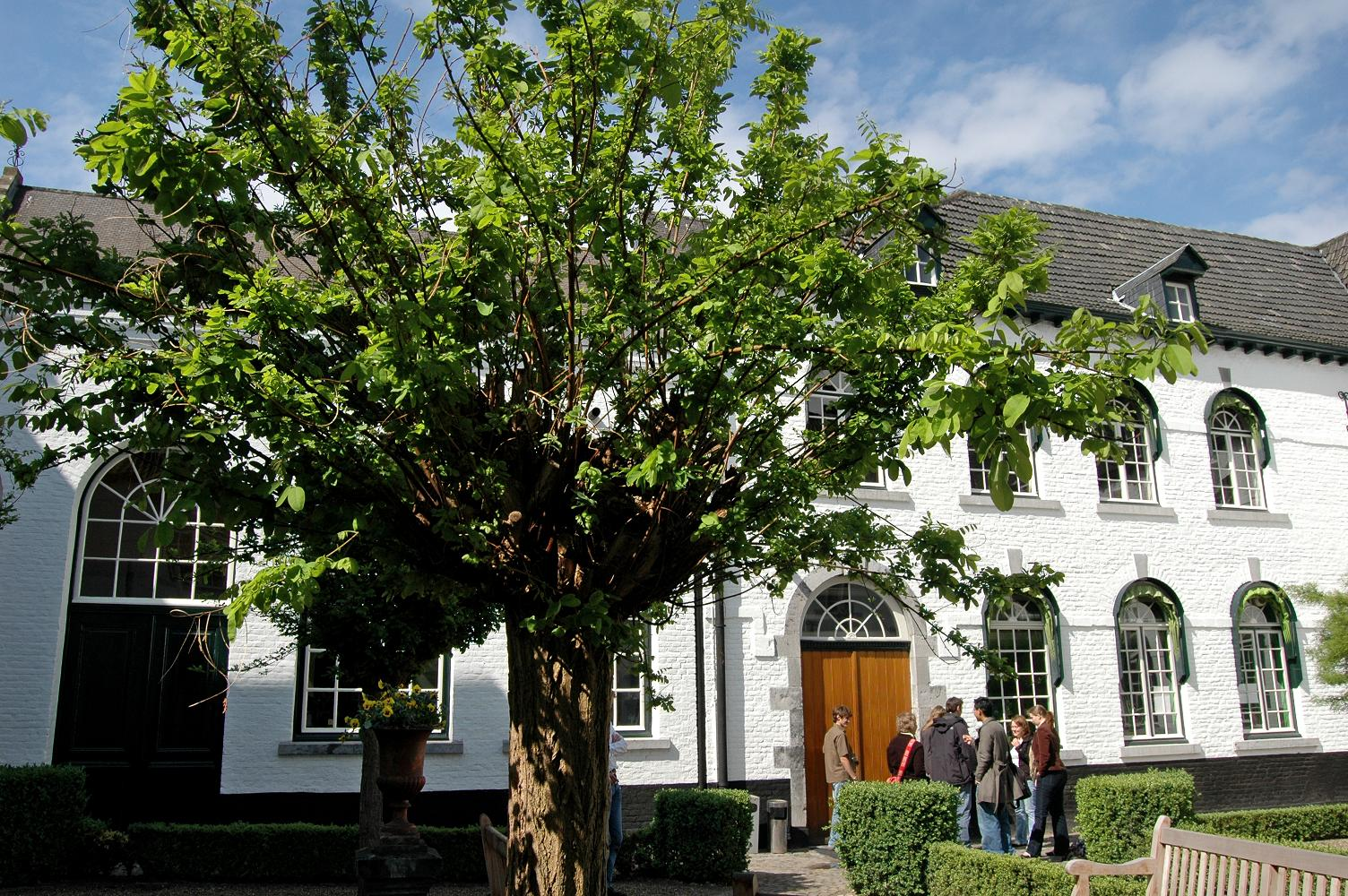
Hofseite
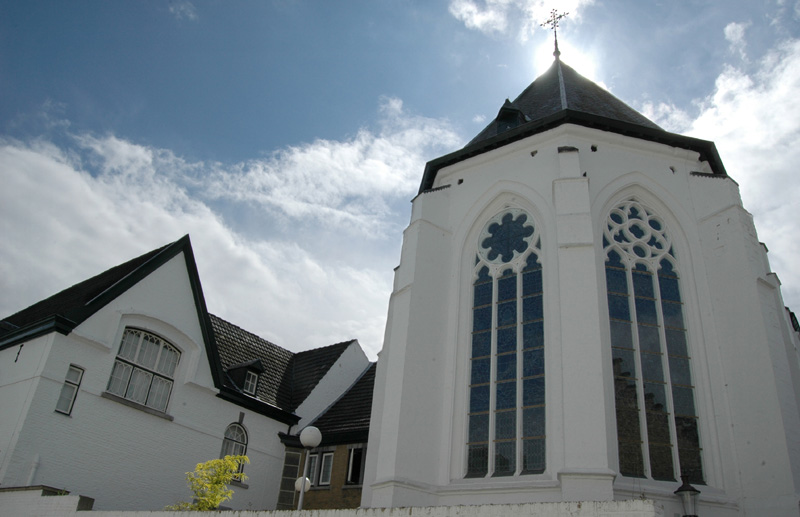
Nieuwenhofkapelle